# Museu de Ciência e Tecnologia de Xangai
Museu de Ciência e Tecnologia de Xangai (chinês simplificado: 上海科技馆 é um museu em Pudong, Xangai, perto do Parque Centenário (chinês tradicional: 世紀公園, chinês simplificado: 世纪公园, pinyin: Shìjì Gōngyuán; chinês de Shangai: Syji Gonyu), o maior parque dentro dos distritos da cidade. É um dos museus mais visitados da China, recebeu 1.351.000 visitantes em 2020. O museu é dedicado à popularização da ciência, tendo como temática a harmonia entre "Natureza, Humanidade e Tecnologia".